# کن پورپور
کن پورپور (انگلیسی: Ken Purpur; ۱ مارس ۱۹۳۲ – ۵ ژوئن ۲۰۱۱) بازیکن هاکی روی یخ اهل ایالات متحده آمریکا بود.